# مربيكة
مُربيكة أو موربيكه (تنطق بالهولندية: [ˌmuːrbeːkə]) هي بلدية في بلجيكا مقاطعة فلاندر الشرقية. يطلق عليها أحياناً بشكل غير رسمي موربيكه-فاس (تنطق بالهولندية: [ˌmuːrbeːkə ˈʋaːs]) ليميز هذا المكان عن Moerbeke في Geraardsbergen.

## معرض صور

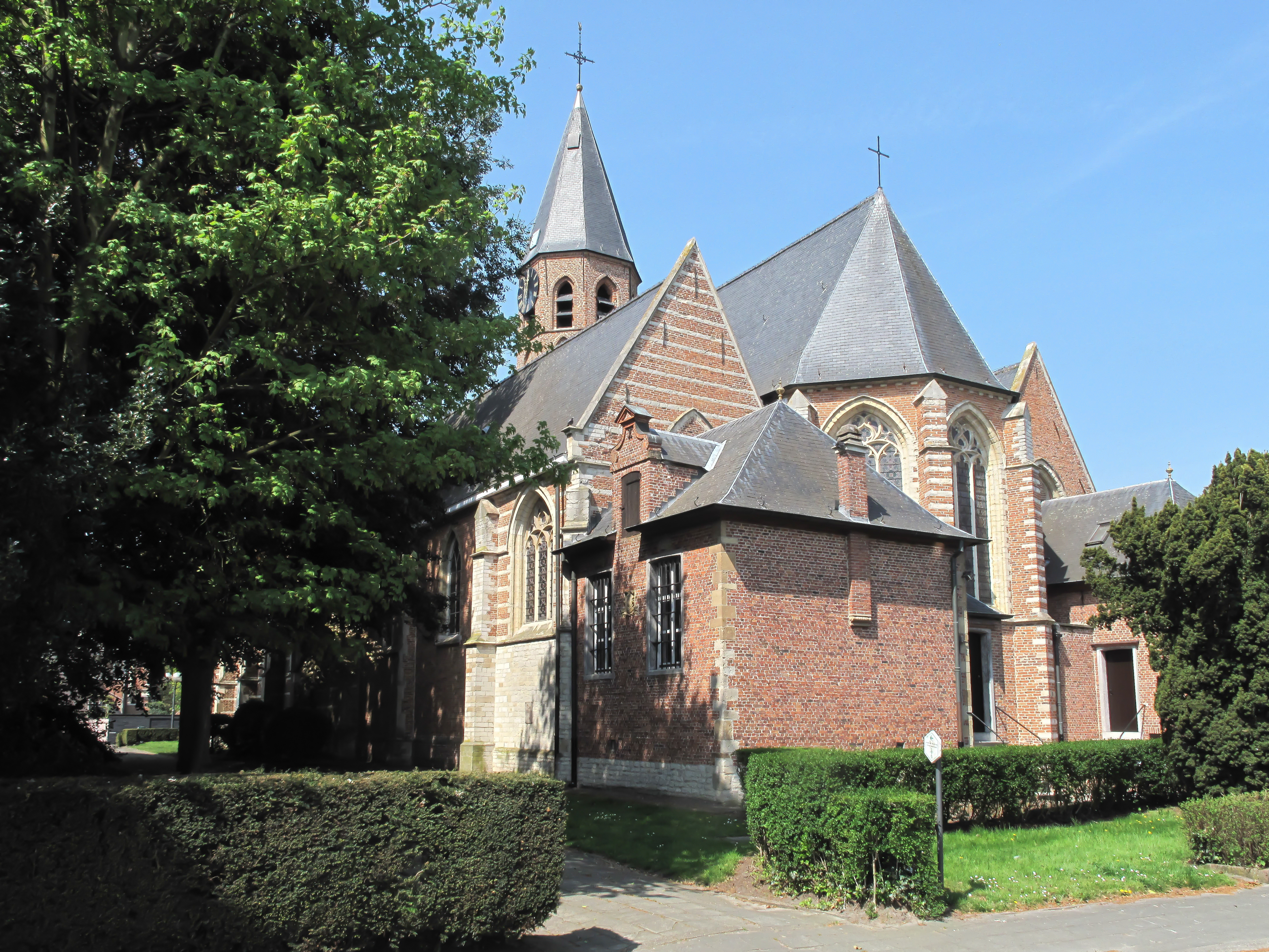
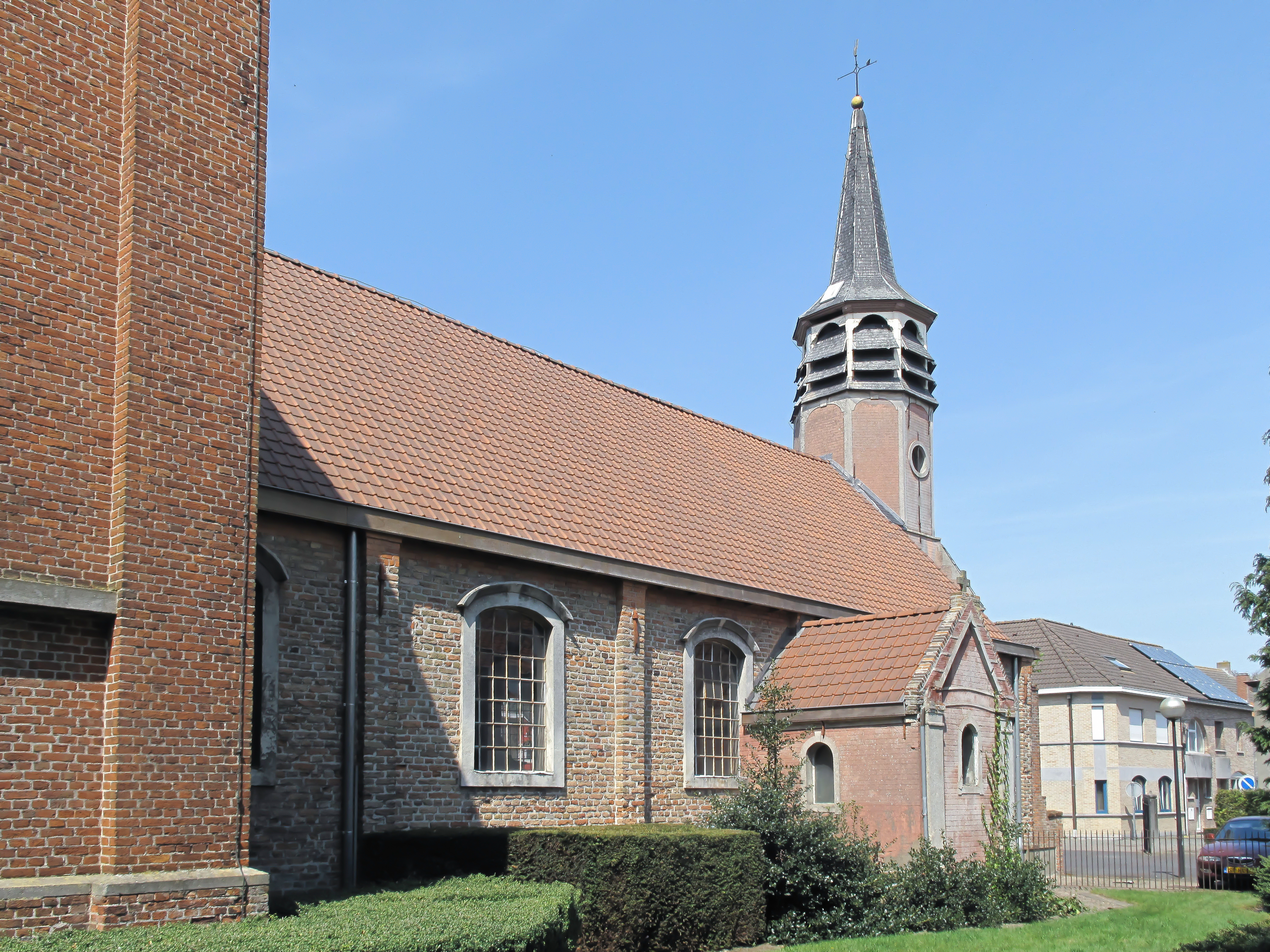
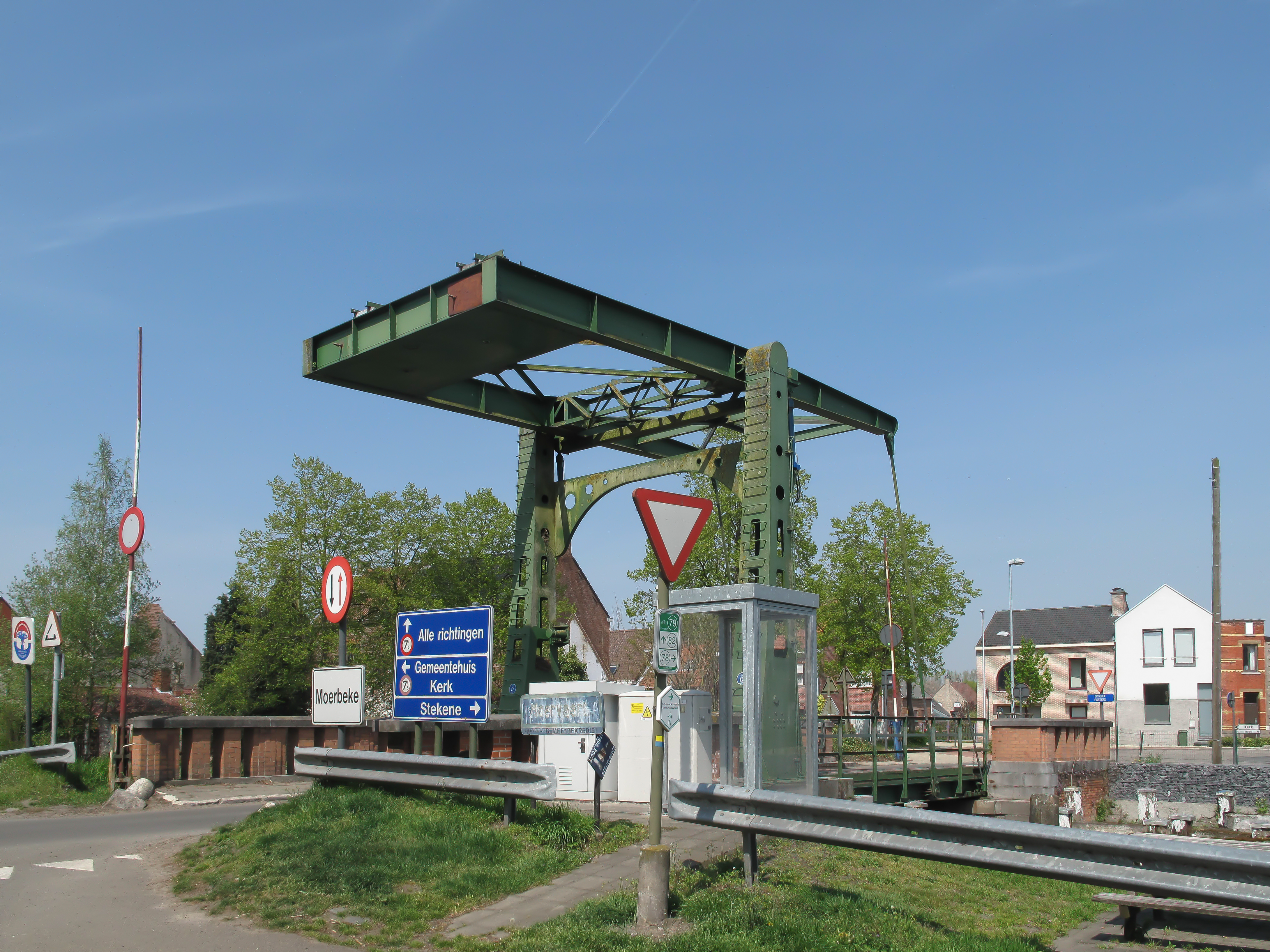

## أعلام
- رودي بيفيناجي